# غودزيلا ناقص واحد
غودزيلا ناقص واحد (بالإنجليزية: Godzilla Minus One)‏ هو فيلم ملحمي ياباني لعام 2023 كايجو من تأليف وإخراج وبمؤثرات بصرية بواسطة تاكاشي يامازاكي. من إنتاج إستوديوهات توهو وروبوت كوميونيكاشن وتوزيع توهو، إنه الفيلم السابع والثلاثون في سلسلة غودزيلا، والفيلم الثالث والثلاثون لـ توهو غودزيلا، والفيلم الخامس في حقبة ريوا الفيلم من بطولة ريونوسوكي كاميكي ومينامي. هامابي، يوكي يامادا، مونيتاكا أوكي، هيديتاكا يوشيوكا، ساكورا أندو و كورانوسوكي ساساكي. تدور أحداث الفيلم في اليابان ما بعد الحرب، ويتتبع طيارًا انتحاريًا سابقًا يعاني من اضطراب ما بعد الصدمة بعد أن واجه وحشًا عملاقًا يُعرف باسم "غودزيلا".